# Micromedetera wirthi
Micromedetera wirthi är en tvåvingeart som beskrevs av Robinson 1975. Micromedetera wirthi ingår i släktet Micromedetera och familjen styltflugor.
Artens utbredningsområde är Jamaica. Inga underarter finns listade i Catalogue of Life.